# Ateles
Ateles là một chi động vật có vú trong họ Atelidae, bộ Linh trưởng. Chi này được É. Geoffroy miêu tả năm 1806. Loài điển hình của chi này là Simia paniscus Linnaeus, 1758.

## Hình ảnh

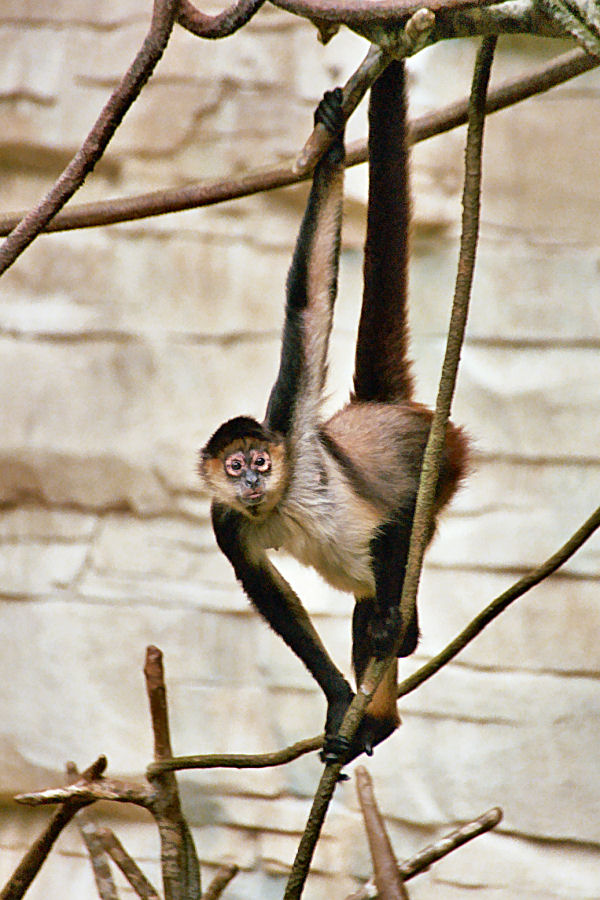
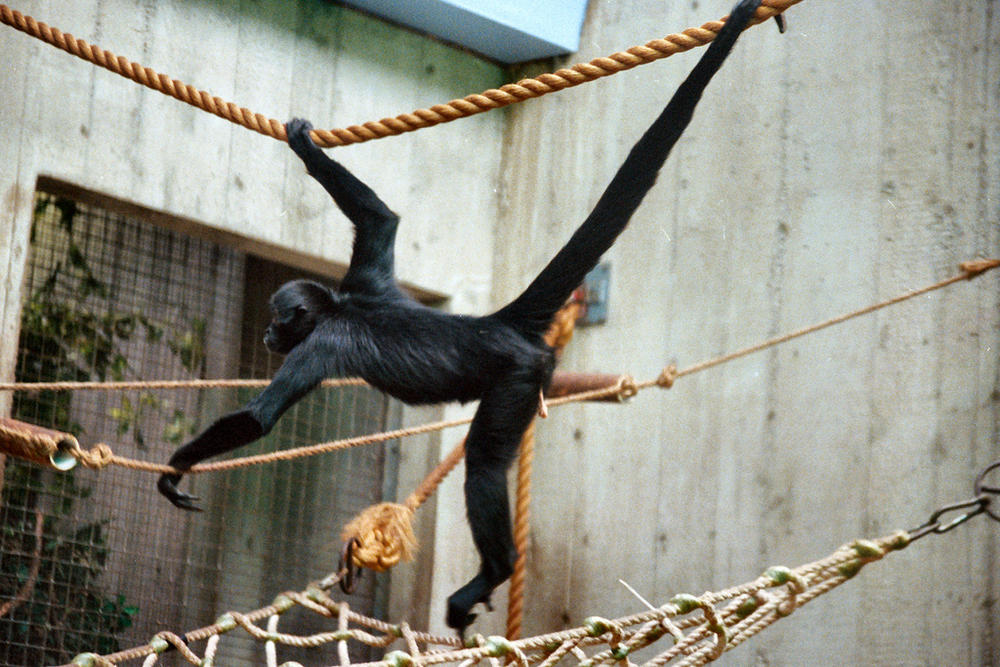
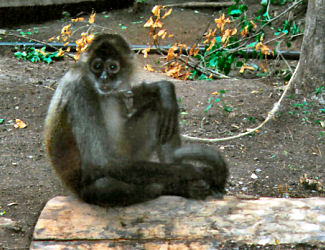
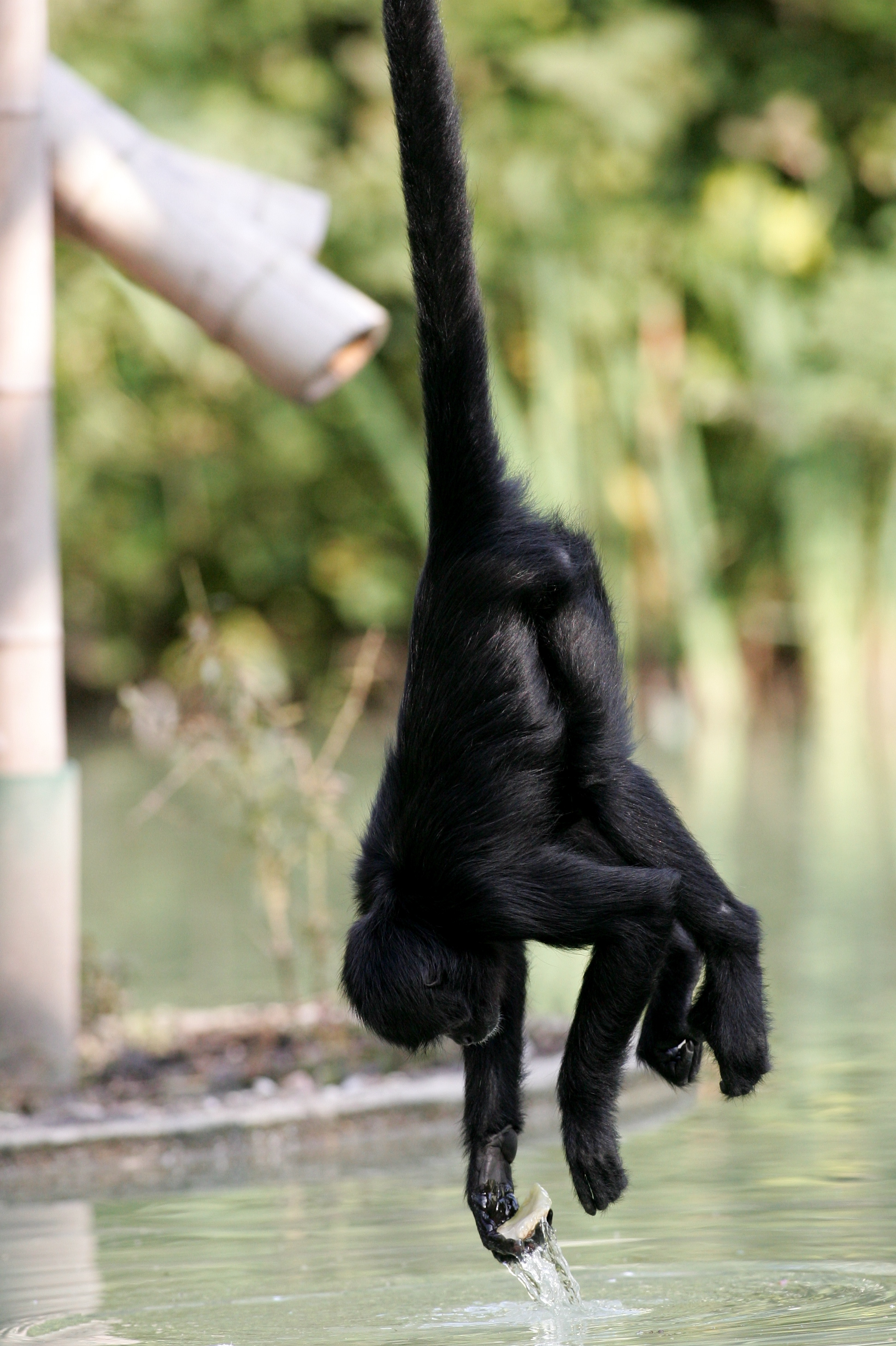

## Các loài
Chi này gồm các loài:
- Ateles belzebuth
- Ateles chamek
- Ateles hybridus
- Ateles marginatus
- Ateles fusciceps
- Ateles geoffroyi
- Ateles arachnoides
- Ateles paniscus